# کوه‌های بیورهد
کوه‌های بیورهد (به انگلیسی: Beaverhead Mountains) یک رشته‌کوه در ایالات متحده آمریکا است که در آیداهو واقع شده‌است. کوه‌های بیورهد ۳٬۴۷۲٫۶۳ متر بالاتر از سطح دریا واقع شده‌است.